# Логнормальное распределение
Логнорма́льное распределе́ние (логарифмически-нормальное) в теории вероятностей — это двухпараметрическое семейство абсолютно непрерывных распределений. Если случайная величина имеет логнормальное распределение, то её логарифм имеет нормальное распределение.

## Определение
Пусть распределение случайной величины {\displaystyle X} задаётся плотностью вероятности, имеющей вид:
{\displaystyle f_{X}(x)={\frac {1}{x{\sqrt {2\pi }}\sigma }}e^{-(\ln x-\mu )^{2}/2\sigma ^{2}},}
где {\displaystyle x>0,\;\sigma >0,\;\mu \in \mathbb {R} }. Тогда говорят, что {\displaystyle X} имеет логнормальное распределение с параметрами {\displaystyle \mu } и {\displaystyle \sigma }. Пишут: {\displaystyle X\sim \mathrm {LogN} (\mu ,\sigma ^{2})\ }.

## Моменты
Формула для {\displaystyle k}-го момента логнормальной случайной величины {\displaystyle X} имеет вид:
{\displaystyle \mathbb {E} \left[X^{k}\right]=e^{k\mu +{\frac {k^{2}\sigma ^{2}}{2}}},\;k\in \mathbb {N} ,}
откуда, в частности:
- {\displaystyle \mathbb {E} [X]=e^{\mu +{\sigma ^{2} \over 2}}} — математическое ожидание,
- {\displaystyle \mathrm {D} [X]=\left(e^{\sigma ^{2}}-1\right)e^{2\mu +\sigma ^{2}}} — дисперсия,
- Асимметрия всегда положительна.

Любые нецентральные моменты n-мерного совместного логнормального распределения могут быть вычислены по простой формуле:
{\displaystyle \alpha _{n}=e^{(\mu ,n)+{\frac {1}{2}}(n,\Sigma n)}}, где {\displaystyle \mu } и {\displaystyle \Sigma } — параметры многомерного совместного распределения. {\displaystyle n} — вектор, компоненты которого задают порядок момента. (Например, в двухмерном случае, {\displaystyle n=(2,0)} — второй нецентральный момент первой компоненты, {\displaystyle n=(1,1)} — смешанный второй момент). Круглые скобки обозначают скалярное произведение.

## Свойства логнормального распределения
- Если {\displaystyle X_{1},\ldots ,X_{n}} — независимые логнормальные случайные величины, такие что {\displaystyle X_{i}\sim \mathrm {LogN} (\mu ,\sigma _{i}^{2})}, то их произведение также логнормально[1]:
{\displaystyle Y=\prod \limits _{i=1}^{n}X_{i}\sim \mathrm {LogN} \left(n\mu ,\sum \limits _{i=1}^{n}\sigma _{i}^{2}\right)}.

## Связь с другими распределениями
- Если {\displaystyle X\sim \mathrm {LogN} (\mu ,\sigma ^{2})\ }, то {\displaystyle Y=\ln(X)\sim \mathrm {N} (\mu ,\sigma ^{2})\ }.

И наоборот, если {\displaystyle Y\sim \mathrm {N} (\mu ,\sigma ^{2})\ }, то {\displaystyle X=\exp(Y)\sim \mathrm {LogN} (\mu ,\sigma ^{2})\ }.

## Моделирование логнормальных случайных величин
Для моделирования обычно используется связь с нормальным распределением. Поэтому, достаточно сгенерировать нормально распределённую случайную величину, например, используя преобразование Бокса — Мюллера, и вычислить её экспоненту.

## Вариации и обобщения
Одним из возможных обобщений является усечённое логнормальное распределение, описываемое плотностью вероятности:
{\displaystyle f_{X}(x)={\frac {1}{(x-\gamma ){\sqrt {2\pi }}\sigma }}e^{-(\ln(x-\gamma )-\mu )^{2}/2\sigma ^{2}},}
где {\displaystyle 0<\gamma <x}.

## Приложения
Логнормальное распределение часто возникает в природе и широко используется для описания разных параметров в различных дисциплинах. Например, в медицине его могут применять для инкубационных периодов случаев какого-либо заболевания, в геологии — для концентрации редких элементов в горных породах, в лингвистике — для количества слов в предложениях. Распределение частиц по размерам в разных системах также часто оказывается близко к логнормальному. Однако здесь есть исключения, например, распределение астероидов по размерам в Солнечной системе подчиняется степенному закону.